# Mezzanotte

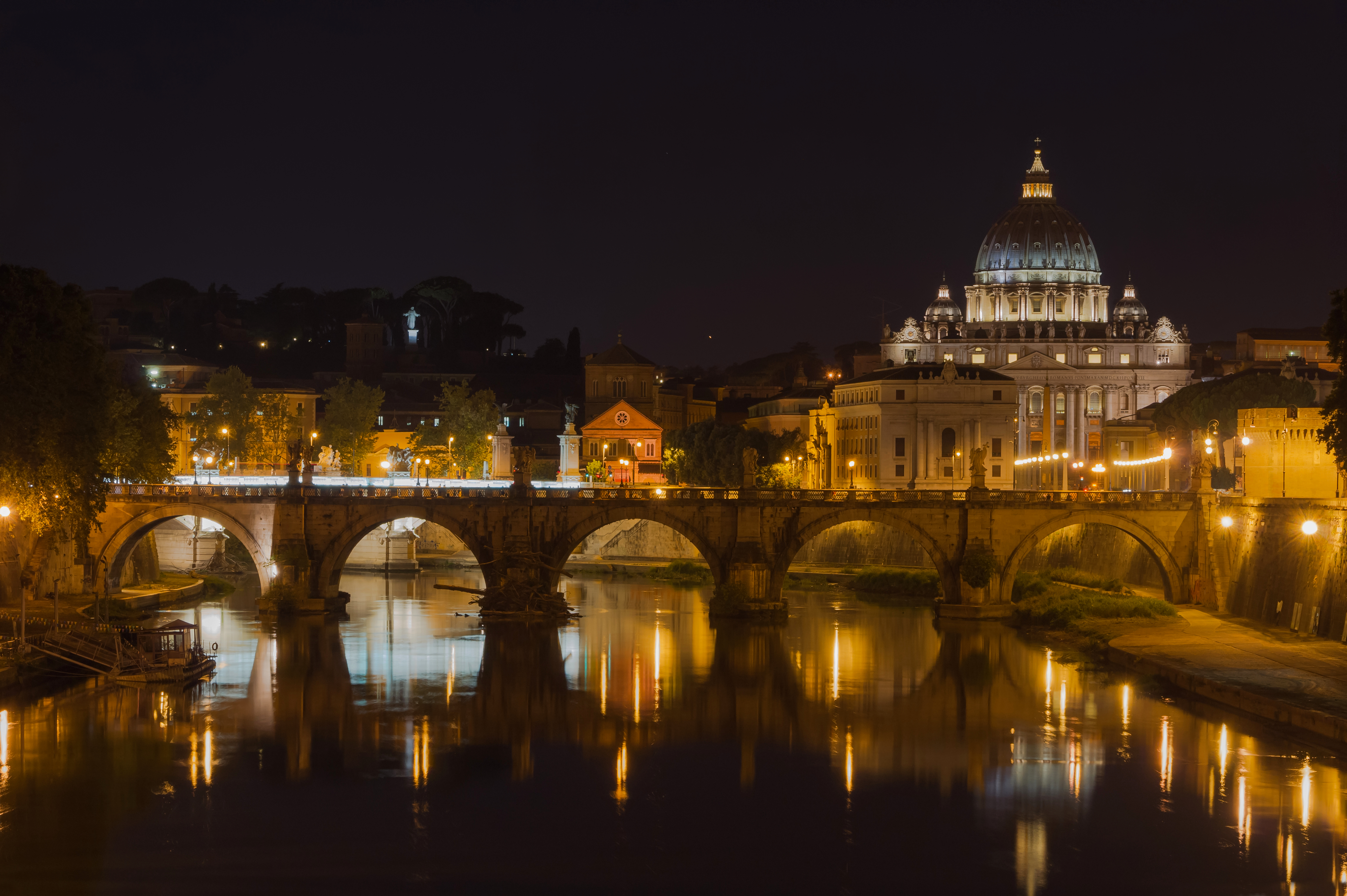
Roma A Mezzanotte

La mezzanotte è l'istante di tempo che intercorre tra un giorno e il successivo.

## L'ora delle streghe
Si dice che soprattutto ad Halloween, la notte tra il 31 ottobre e il 1º novembre, la mezzanotte sia chiamata "ora delle streghe".

## La mezzanotte negli orologi
Negli orologi, la mezzanotte viene indicata comunemente come le 00:00 secondo lo standard usato in Italia, oppure come le 12:00 A.M. secondo lo standard usato in altri Stati, come quelli di lingua inglese.

## La mezzanotte nell'arte
Sono diversi i riferimenti a questa ora del giorno presenti nelle arti.

### Musica italiana
Nella musica contemporanea italiana, alcuni artisti hanno dedicato alla mezzanotte delle proprie canzoni, del tutto o in parte:
- La canzone "Bacio a mezzanotte" del Quartetto Cetra
- "Mezzanotte" di Antonello Venditti
- "È mezzanotte" di Joe Sentieri
- "Una carezza in un pugno" di Adriano Celentano
- "Mezzanotte" è il titolo del quarto album del rapper italiano Ghemon, uscito nel 2017.

### Cinema
Nel cinema, diversi film devono il proprio titolo oppure la propria trama è incentrata, sulla mezzanotte:
- Midnight in Paris di Woody Allen (2012)
- Fuga di mezzanotte di Alan Parker (1978)
- Il sole a mezzanotte di Taylor Hackford (1985)
- Il sole a mezzanotte - Midnight Sun di Scott Speer (2018)